# Florence Lepron
Florence Lepron, född den 16 januari 1985 i Nantes, Frankrike, är en fransk basketspelare som tog OS-silver i dambasket vid olympiska sommarspelen 2012 i London.